# Anne Tønnessen
Anne Tønnessen (* 18. März 1974 in Flekkefjord) ist eine ehemalige norwegische Fußballspielerin. Als 67-malige A-Nationalspielerin wurde sie im Jahr 2000 Olympiasiegerin mit ihrer Mannschaft.

## Karriere

### Vereine
In Flekkefjord in der Provinz Agder geboren, begann Tønnessen für den in der nordwestlich angrenzenden Provinz Rogaland in der Kommune Sokndal ansässigen Sportverein mit dem Fußballspielen und gehörte im weiteren Verlauf dem in derselben Provinz in der Kommune Eigersund beheimateten Sportverein an.
Tønnessen spielte das erste Mal im Seniorinnenbereich für den Kolbotn Idrettslag in der Toppserien, der höchsten Spielklasse im norwegischen Frauenfußball. Ihr Debüt gab sie am 27. April 1997 beim 1:1-Unentschieden im Heimspiel gegen Asker Fotball. Bis zum 17. August 1997 bestritt sie neun weitere Punktspiele in ihrer Premierenspielzeit. In den Spielzeiten 1998 bis 2002 blieb sie in weiteren 77 Punktspielen ohne Torerfolg, gewann mit ihrer Mannschaft mit dem Spielzeitende 2002 ihre – und die des Vereins – erste Meisterschaft. Im Finale um den nationalen Vereinspokal 1998 unterlag sie mit ihrer Mannschaft dem Trondheims-Ørn SK mit 0:4. Von 2003 bis 2005 kam sie für den Ligakonkurrenten Klepp Idrettslag in 49 Punktspielen zum Einsatz, bevor sie ihre Spielerkarriere beendete.

### Nationalmannschaft
Ihr Debüt als Nationalspielerin für den NFF gab sie für die U20-Nationalmannschaft, die am 4. August 1997 in Kalundborg das in Freundschaft ausgetragene Länderspiel gegen die U20-Nationalmannschaft Finnlands mit 2:1 gewann. In den darauffolgenden Spielen am 5., 7. und 8. August 1997 gegen die U20-Nationalmannschaften der Niederlande (4:1), Deutschlands (3:1) und der US-amerikanischen Nationalmannschaft (0:1) wurde sie ebenfalls eingesetzt.
In neun Jahren bestritt sie für die A-Nationalmannschaft 67 Länderspiele, in denen ihr drei Tore gelangen. Ihr Debüt erfolgte am 31. August 1996 mit dem letzten Spiel der EM-Qualifikationsgruppe 1 beim 4:0-Sieg über die Nationalmannschaft der Slowakei in Levice. Ihr zweites A-Länderspiel bestritt exakt ein Jahr später am 31. August 1997 beim 7:1-Sieg im Freundschaftsspiel gegen die Nationalmannschaft Australiens in Oslo.
Im Folgespieljahr wurde sie in acht Länderspielen berücksichtigt, darunter befanden sich alle drei Spiele bei der Premiere des Vier-Nationen-Turnier 1998 in Guangzhou, das am 17. Juni ausgetragene fünfte Spiel der WM-Qualifikationsgruppe 3 gegen die Nationalmannschaft Deutschlands, dass in Ulefoss mit 3:2 gewonnen wurde, zwei Spiele im Rahmen der Goodwill Games im Hofstra Stadium in Hempstead auf Long Island (1:1, 2:4 i. E. vs. China am 25. Juli, 1:1, 4:2 i. E. vs. Dänemark am 27. Juli) sowie zwei in Freundschaft ausgetragene Länderspiele gegen die Nationalmannschaften Frankreichs am 24. September in Moss und Schwedens am 10. Oktober in Göteborg; beide Begegnungen wurden mit 6:0 und 2:0 gewonnen.
Im Spieljahr 1999 kam sie das erste Mal im Turnier um den Algarve-Cup (2. Spiel Gruppe A und Spiel um Platz 3) zum Einsatz, wie auch das erste Mal bei der Premiere der Weltmeisterschaft (3. Spiel der Gruppe C; 0:4 vs. Japan am 26. Juni in Chicago) und auch in der EM-Qualifikation (1. und 2. Spiel der Gruppe 2). Ein einziges in Freundschaft ausgetragenes Länderspiel am 12. Mai in San Benedetto del Tronto endete gegen die Nationalmannschaft Italiens mit 2:2 unentschieden.
In ihren letzten vier Spieljahren bestritt sie elf in Freundschaft ausgetragene Länderspiele, acht EM- und fünf WM-Qualifikationsspiele, drei aus Anlass des 100-jährigen Bestehens des DFB (0:1 vs. USA am 16. Juli 2000 in Osnabrück, 4:1 vs. Deutschland am 19. Juli 2000 in Göttingen, 1:0 vs. China am 22. Juli 2000 in Celle), drei im Vier-Nationen-Turnier 2002, das gewonnen wurde, 15 bei ihren vier weiteren Teilnahmen am Turnier um den Algarve-Cup 2000, 2001, 2002 und 2004. Zu ihren Höhepunkten gehörte sicherlich die Teilnahme am olympischen Fußballturnier 2000, in der sie in den ersten beiden Spielen der Gruppe F zum späteren Titelgewinn beigetragen hatte, und an der Europameisterschaft 2001, in der sie vier Turnierspiele bestritt, bevor sie mit ihrer Mannschaft am 4. Juli im Ulmer Donaustadion der Nationalmannschaft Deutschlands mit 0:1 unterlegen war.
Ihre drei Länderspieltore erzielte sie am 17. März 2001 in Quarteira beim 4:3-Sieg über die US-amerikanische Nationalmannschaft mit dem Siegtreffer in der 87. Minute im Spiel um Platz 5, wie auch am 1. März 2002 in Albufeira beim 3:1-Sieg über die Nationalmannschaft Englands mit dem Treffer zum 2:1 in der 33. Minute im ersten Spiel der Gruppe B und am 16. März 2004 in Olhão beim 3:0-Sieg über die Nationalmannschaft Italiens mit dem Treffer zum 2:0 in der 64. Minute im zweiten Spiel der Gruppe B – allesamt in den an der Algarve ausgetragenen Turnieren. Ihr 67. A-Länderspiel bestritt sie am 24. Juli 2004 in Uddevalla beim 4:0-Sieg im Freundschaftsspiel gegen die Nationalmannschaft Schwedens.

## Erfolge
Nationalmannschaft
- Olympische Goldmedaille 2000
- Halbfinalistin Europameisterschaft 2001
- Algarve-Cup: Finalistin 2000, 2002, 2004
- Vier-Nationen-Turnier: Siegerin 2002
- Dritte Goodwill Games 1998

Kolbotn IL
- Norwegische Meisterin 2002
- Norwegische Pokalfinalistin: 1998